# Aikatsu! (loạt tác phẩm hư cấu)
Aikatsu! là một loạt các trò chơi và anime được tạo bởi Bandai. Nó bao gồm cả 5 series: Aikatsu!, Aikatsu Stars!, Aikatsu Friends!, Aikatsu on Parade! và sê-ri cuối cùng, Aikatsu Planet!.

## Trò chơi
Tất cả các trò chơi Aikatsu! đều được phát hành dưới dạng Nintendo 3DS và ứng dụng. Nhưng thường xuyên nhất của cả loạt là Data Carddass.

## Anime
Tất cả đều có anime và các movie. Aikatsu! gồm 178 tập, Aikatsu Stars! gồm 100 tập, Aikatsu Friends! gồm 76 tập và Aikatsu on Parade! gồm 31 tập. Có 3 bộ phim đã được phát hành cho Aikatsu!: Aikatsu! The Movie, Aikatsu! Music Awards và Aikatsu! The Targeted Magical Aikatsu Card. Aikatsu Stars! có một movie tên là Aikatsu Stars! The Movie.

## Manga
Manga Aikatsu! được viết bởi Banbi Shirayuki và Kanaki Shiori được đăng trên hai tạp chí của Shogakukan là Pucchigumi và Ciao. Aikatsu Stars! manga viết bởi Shiori Kanaki và Aikatsu Friends! được viết bởi Chihiro Komori. Aikatsu on Parade! cũng có manga được trên Pucchigumi.

## Live-action
Aikatsu Planet! là series Aikatsu! duy nhất có được live-action. Đây sẽ là sê-ri cuối cùng của loạt Aikatsu!.